# بيل ميلر (مدرب رياضي أمريكي)
بيل ميلر (بالإنجليزية: Bill Miller)‏ هو مدرب رياضي أمريكي، ولد في 1931 في غولدثويت في الولايات المتحدة، وتوفي في 20 فبراير 2006.